# Торчењо
Торчењо (итал. Torcegno) је насеље у Италији у округу Тренто, региону Трентино-Јужни Тирол.
Према процени из 2011. у насељу је живело 449 становника. Насеље се налази на надморској висини од 760 м.

## Становништво
Према резултатима пописа становништва 2011. у општини је живело 697 становника.
| 1931. | 1936. | 1951. | 1961. | 1971. | 1981. | 1991. | 2001. | 2011. |
| ----- | ----- | ----- | ----- | ----- | ----- | ----- | ----- | ----- |
| 911   | 786   | 749   | 759   | 732   | 666   | 623   | 679   | 697   |